# サムタイムズ (お笑い)
サムタイムズは、日本のお笑いコンビ。2007年結成、2017年解散。よしもとクリエイティブ・エージェンシーに所属していた。

## メンバー
- 井上彩輝（いのうえ あやき、1988年7月6日 - ）
ツッコミ担当。立ち位置右。血液型はA型。愛知県名古屋市出身。身長172cm。体重62㎏。
解散後は元トリテンの奥口と「居残りサミット」というコンビを結成。また、星野源のものまねタレントとしても活動する。
- 増田繁紀（ますだ しげき、1988年4月2日 - ）
ボケ担当。立ち位置左。血液型はAB型。愛知県名古屋市出身。身長162cm。体重52kg。
既婚者

## 来歴
- 2005年から高校生漫才師として活動し、M-1甲子園の愛知予選で優勝を果たす。
- 2007年、名古屋吉本で活動を開始する。東京NSC14期と同期扱い。
- 2009年の『24時間テレビ』でチャリチャリ隊として1か月かけて、自転車で東海3県全132市町村を回った。
- 2011年4月、「あなたの街に住みますプロジェクト」により愛知県住みます芸人に就任。
- 2012年5月、拠点を名古屋市から蒲郡市に移す[1]。
- 2014年4月に上京（東京NSC14期扱い）。
- 2017年12月、M-1グランプリ2017敗退を機に解散。

## TV出演
過去のレギュラー
- ラッキー!! （中京テレビ）
- ノリで行こう!!名古屋版（中京テレビ）
- サムタイムズのぐるぐるドライブ（ケーブルネット鈴鹿）
- 24時間テレビ～東海版～（中京テレビ）
- このへん!!トラベラー名古屋（中京テレビ）
- 千原せいじのバズドル（テレビ愛知） MCとして井上のみ
- ものまねグランプリ（日本テレビ） 井上のみ

映画
- ガマゴリ・ネバーアイランド

ラジオ
- 土曜ワイド 広瀬隆のラジオでいこう!（CBCラジオ）

## 単独ライブ
- 「俺達なんかがやっちゃっていいんですか!?」池下theaterMOON（2008年11月15日）
- 「オールウェイズ」池下theaterMOON（2009年4月11日）
- 「ときどき晴天ナウ」SUNSHINE SAKAE（2010年9月25日）
- 「サムサム七拍子」SUNSHINE SAKAE（2011年5月3日）
- 「ラストサムタイ2011」SUNSHINE SAKAE（2011年12月16日）
- 「サムタインデー」SUNSHINE SAKAE（2012年4月14日）
- 「あわてんぼうのサムタクロース」犬山市福祉会館（2013年12月14日）
- 「サム、東京引っ越すってよ ～ありがとう愛知～」今池ガスホール（2014年4月29日）
- 「もう味噌なんていらんなんて言わんがや絶対」大宮ラクーンよしもと劇場（2016年10月1日）
- 「あやしげな日 vo.1」大宮ラクーンよしもと劇場（2017年3月30日）

## コンテスト
- M-1甲子園
2005（予選優勝）、2006（予選優勝）
- M-1グランプリ
2004、2005、2006、2007（2回戦進出）、2008（2回戦進出）、2009（2回戦進出）、2010（2回戦進出）、2015（2回戦進出）、2016
- キングオブコント
2008、2009、2010（2回戦進出）、2011（2回戦進出）、2012、2013、2014、2015
- R-1ぐらんぷり
2013、2014（2回戦進出）、2016（井上）
2013（2回戦進出）、2014（2回戦進出）、2015、2016、2017（増田）
- THE MANZAI
2011、2012、2013、2014